# 川下 (札幌市)
川下（かわしも）は、北海道札幌市白石区にある地名。地名は、厚別川の川下にあることから名付けられた。

## 概要
およそ、南北に3500m、東西に700～1700mで、くびれのある長方形の町域になっており、南部が住宅地、北部が工場用地に分かれる。

## 歴史
- 1881年（明治14年） - 入植開始。一帯が大谷地原野と呼ばれ、湿地・泥炭地であったが暗渠排水を導入し土地改良を行い、開発された住宅地以外は1980年（昭和55年）頃まで、水田が広がる地域であった[3]。　※1967年（昭和42年）に分割されるまで北都団地の一部（北郷3条11丁目・4条11〜14丁目）及び川北も川下地域であった。
- 1904年（明治37年） - 国鉄（現：JR北海道）白石駅からの道路が開通（現在の北海道中央バス白24川下線の道路）。現在でもJR白石駅すぐの 厚別駅寄り踏切の名称は川下街道踏切。

※北郷、川北、川下地区では最初に開通した最も古い道路である。
- 1932年（昭和7年） - 札幌郡白石村に一級町村制が施行され、厚別川の川下にあたる場所であるため札幌郡白石村厚別川下となる。
- 1950年（昭和25年） - 白石村が札幌市に編入。札幌市厚別町川下となる
- 1962年（昭和37年） - 札幌市営バス川下線、大通～東札幌経由～川下（現：川下会館前）迄開通（現在：白24川下線）。
- 1967年（昭和42年） - 北白石川を境に、地区の西側が農地から住宅地となり、札幌市厚別町川下から北都団地となった札幌市白石町北郷3条11丁目・4条11〜14丁目及び区画整理された北側を白石町川北として分割。
- 1970年（昭和45年） - 厚別川を挟んで東側の厚別西1～3条1丁目、4条2丁目を分割。
- 1970年（昭和45年） - 札幌市営バス川下線、川下（現：川下会館前）～北川下迄延長。
- 1972年（昭和47年） - 札幌市が政令指定都市となる。それによって札幌市白石区厚別町川下の住所表示となる。
- 1972年（昭和47年）～1977年（昭和52年） - 地区の南東側を東川下土地区画整理事業により宅地化。
- 1973年（昭和48年）-　札幌市立北都小学校開校（川北小学校及び東川下小学校開校まで通学区域であった。）
- 1976年（昭和51年）-　札幌市営地下鉄白石駅が開業。川下地区のバスは都心直行だったが、すべてここから発着となる。
- 1976年（昭和51年） - 厚別町から分離。札幌市白石区川下となる。
- 1977年（昭和52年） - 札幌市営バス白25北都線、北都団地（現：北郷2条14丁目）～東川下迄延長。
- 1977年（昭和52年） - 市営東川下団地建設[4]。
- 1979年（昭和54年） - 札幌市立北都中学校開校。
- 1980年（昭和55年） - 東川下地区住居表示実施。（一部が、札幌市白石区川下○条○丁目○番○号となる。）
- 1981年（昭和56年） - 札幌市立川北小学校開校。
- 1982年（昭和57年） - 札幌市立東川下小学校開校。
- 1985年（昭和60年） - 札幌市営バス白25北都線の一部が新さっぽろ駅まで延長（南郷７丁目駅-東川下経由-新さっぽろ駅）。
- 1986年（昭和61年）- JR平和駅開業（徒歩圏内に駅が開業した）。
- 1990年（平成2年） - 札幌市営バス白38厚別通線（新さっぽろ駅～川下５条４丁目）開通。後に川下5条4丁目～北海道中央バス白石営業所迄延長。
- 1999年（平成11年） - 川下公園完成。
- 2004年（平成16年）-　北海道中央バス55系統白石営業所～白石高校～北郷公園～平和大橋～札幌駅前、及び後に57系統白石営業所～川下5条1～厚別通～平和大橋～札幌駅前が開通。28年ぶりに川下地区からの都心直行バスが復活した。

## 隣接地区
- 東 - 厚別区厚別町山本、厚別区厚別西（厚別川を境界とする）
- 西 - 北郷、川北（北白石川を境界とする）
- 南 - 流通センター（JR函館本線と千歳線の中間を境界とする）
- 北 - 東米里

## 住所
| 町丁                | 郵便番号 |
| ------------------- | -------- |
| 川下1条4丁目～9丁目 | 003-0861 |
| 川下2条4丁目～8丁目 | 003-0862 |
| 川下3条3丁目～7丁目 | 003-0863 |
| 川下4条1丁目～6丁目 | 003-0864 |
| 川下5条1丁目～4丁目 | 003-0865 |
| 川下○番地           | 003-0869 |

## 交通

### 鉄道
- JR北海道平和駅
- JR北海道厚別駅

### 主要道路
- 厚別通：地区内を東西に抜ける。
- 北13条北郷通（北海道道864号大麻東雁来線）：地区内を東西に抜ける。

### バス
北海道中央バスが運行している。
厚別通、平和大橋を経由して札幌駅を結ぶ路線。
地下鉄白石駅からJR白石駅、川下、北川下を経由して白石営業所を結ぶ路線。
地下鉄白石駅から北郷2条、川下5条1丁目を経由して白石営業所を結ぶ路線。
新さっぽろ駅から東川下を経由して南郷7丁目駅を結ぶ路線がなどがある。詳細は北海道中央バス白石営業所を参照。

## 河川
- 厚別川
- 北白石川
- 他に用水堀が何本かある。

## 教育

### 中学校
- 市立
  - 札幌市立北都中学校（川下749-56）

### 小学校
- 市立（川下地区が学区に含まれる学校も記載）
  - 札幌市立東川下小学校（川下4-3）
  - 札幌市立川北小学校（川北4-2）

### その他
- 札幌市北東白石児童会館（川下3-5）

## 主な施設
- 川下公園

## 周辺
- 北海道札幌白石高等学校（川北2261）
- 北海道札幌白陵高等学校（東米里2062-10）
- 北海道札幌厚別高等学校（厚別区厚別町山本）
- 北海道札幌養護学校（厚別区厚別町山本）